# Hans Rutschmann
Hans Rutschmann né le 4 juillet 1947 à Bülach est une personnalité politique suisse membre de l'Union démocratique du centre (UDC).

## Biographie
Il est élu député au Conseil national (Suisse) représentant le canton de Zurich depuis 2004. Il est colonel dans l'armée suisse.